# Канту-ду-Бурити
Канту-ду-Бурити (порт. Canto do Buriti) — муниципалитет в Бразилии, входит в штат Пиауи. Составная часть мезорегиона Юго-запад штата Пиауи. Входит в экономико-статистический микрорегион Сан-Раймунду-Нонату. Население составляет 20 020 человек на 2010 год. Занимает площадь 4325,642 км². Плотность населения — 4,63 чел./км².

## Демография
Согласно сведениям, собранным в ходе переписи 2010 г. Национальным институтом географии и статистики (IBGE), население муниципалитета составляет:
| Полное население                               | Полное население                               | Полное население                               | Полное население                               | 20 020 |
| ---------------------------------------------- | ---------------------------------------------- | ---------------------------------------------- | ---------------------------------------------- | ------ |
| в том числе:                                   | Городское население                            | 11 130                                         | Процент городского населения, %                | 55,59  |
|                                                | Сельское население                             | 8890                                           | Процент сельского населения, %                 | 44,41  |
|                                                | Мужское население                              | 9954                                           | Процент мужского населения, %                  | 49,72  |
|                                                | Женское население                              | 10 066                                         | Процент женского населения, %                  | 50,28  |
| Плотность населения, чел/км²                   | Плотность населения, чел/км²                   | Плотность населения, чел/км²                   | Плотность населения, чел/км²                   | 4,63   |
| Население муниципалитета в % к населению штата | Население муниципалитета в % к населению штата | Население муниципалитета в % к населению штата | Население муниципалитета в % к населению штата | 0,64   |

По данным оценки 2016 года, население муниципалитета составляет 20 700 жителей.

## История
Город основан 15 декабря 1938 года.

## Статистика
- Валовой внутренний продукт на 2003 год составляет 29 752 915 реалов (данные: Бразильский институт географии и статистики).
- Валовой внутренний продукт на душу населения на 2003 год составляет 1606,10 реалов (данные: Бразильский институт географии и статистики).
- Индекс развития человеческого потенциала на 2000 год составляет 0,616 (данные: Программа развития ООН).